# Cayley-Purser-Algorithmus
Der Cayley-Purser-Algorithmus ist ein Public-Key-Verschlüsselungsverfahren. Er wurde Anfang 1999 von der damals 16-jährigen Sarah Flannery aus Irland veröffentlicht. Der Algorithmus wurde von ihr nach dem Mathematiker Arthur Cayley und nach Michael Purser, dem Gründer der Baltimore Technologies, benannt.
Laut Flannery hatte sie die Idee zu dem neuen Algorithmus während eines Praktikums bei der Fa. Baltimore Technologies, einer Firma für Datensicherheit mit Sitz in Dublin.
Der Cayley-Purser-Algorithmus soll 22-mal schneller sein als das RSA-Verfahren, da er einfachere mathematische Funktionen verwendet.
Flannery hat mit dem neuen Algorithmus den ersten Preis in einem Wettbewerb für irische Jungwissenschaftler gewonnen, obwohl (oder weil) sie einen Schwachpunkt in ihrem Verfahren entdeckte und die Analyse dazu ebenfalls veröffentlichte.